# Књига пророка Варуха
Књига Варухова је девтероканонска књига Старог завета. Претходи јој Посланица Јеремијина, а заједно са Плачем Јермијиним наставља се на Књигу пророка Јеремије. Православна, римокатоличка и древноисточне цркве сматрају ову књигу саставним делом Светог писма у оквиру ширег канона а протестанти је сврставају у апокрифне књиге. 
Књигу чине: 
1. увод, за кога се претпоставља да га је написао Варух, Јеремијин ученик, који је дело читао јеврејским заточеницима у Вавилону (6. в.) ;
2. литургијске исповести (1,15-3,8); 3), проповеди (3,9–4,4) и 4) црквених песама (4,5-5,9). Са критичке тачке гледишта, дело изузетно подсећа на радове Данила, па је навело научнике да Књигу Варухову ставе у пост – макавејски период. Њена литургијска намена указује да је написана или прилагођена за прилике жаљења над несрећама народа за време Сабата, пракса која се одржавала од 70. г. по Хр., тј. пада Јерусалима. У сваком случају, доказано је да су први делови књиге написани на хебрејском.

Књигу Варухову и остале девтероканонске књиге су на српски превели митрополит Амфилохије Радовић и епископ Атанасије Јефтић.
Познат је у грчкој, етиопској и словенској традицији, унет је у превод Старога завета, Септуагинту. Кроз дијалоге откривају се небеске тајне. Испуњен је приказима фантастичног Варуховог путовања небесима којима га проводи анђео Пануил. Издваја се сцена грађења Вавилонске куле, присутна оскудније и у Првој књизи Мојсејевој (11, 7). Међу словенским преписима постоје три верзије, познате и на српскословенском. У једној се говори о Нојевом налажењу лозе после библијског Потопа и њеном засађивању, у другој на почетку стоји део из Јеремијиног плача, а у трећој, названој руском, ђаво се претвара у црва како би га змија прогутала и унела у рај. Од осам сачуваних српских преписа најстарији је из треће четвртине ХIII века. у Зборнику попа Драгоља, данас у збирци Народне библиотеке Србије, бр. 651.